# Second cabinet fantôme de Harriet Harman
Royaume-Uni
Miliband Corbyn
Le second cabinet de Harriet Harman a été formé par Harriet Harman en 2015 au cours de sa deuxième période en tant que leader par intérim du Parti travailliste. Elle a assumé ce rôle après la démission d'Ed Miliband en tant que leader du parti (et Leader de l'opposition) et a annoncé qu'elle continuerait jusqu'à l'élection d'un nouveau leader le 12 septembre 2015. La démission de Miliband faisait suite à la défaite du parti aux élections générales de 2015.

## Création
Le 11 mai 2015, Harman a annoncé la composition de son cabinet. La plupart des membres du dernier cabinet de Miliband ont conservé leurs rôles avec les exceptions suivantes :
- Ed Balls, battu dans son ancienne circonscription de Morley and Outwood il a été remplacé par Chris Leslie au poste de Chancelier de l'Échiquier du cabinet fantôme.
- Douglas Alexander, battu dans son ancienne circonscription de Paisley and Renfrewshire South, il a été remplacé par Hilary Benn au poste de Secrétaire d'État des Affaires étrangères du cabinet fantôme
- Margaret Curran, battue dans son ancienne circonscription de Glasgow East, elle a été remplacée par Ian Murray au poste de Secrétaire d'État pour l'Écosse du cabinet fantôme by Ian Murray, the party's only remaining MP in Scotland.
- Shabana Mahmood a remplacé Leslie au poste de Secrétaire en chef du Trésor du cabinet fantôme
- Emma Reynolds a remplacé Benn au poste de Secrétaire d'État aux Communautés et au Gouvernement local du cabinet fantôme
- Chris Bryant est devenu Secrétaire d'État au Numérique, à la Culture, aux Médias et aux Sports du cabinet fantôme, poste précédemment occupé par Harman, en plus de la direction adjointe.
- Sadiq Khan a démissionné du cabinet fantôme et a été remplacé par Charlie Falconer au poste de Secrétaire d'État à la Justice du cabinet fantôme et Lord Chancelier du cabinet fantôme

## Changement
Le 13 mai 2015, Janet Royall a annoncé qu'elle se retirerait du poste de Leader de l'Opposition de la chambre des Lords. La Baronne Smith de Basildon est élue sans opposition comme successeur par ses pairs du parti travailliste le 27 mai 2015 et a donc pris la place de Janet Royall dans le cabinet fantôme.
En mai 2015, Rachel Reeves est partie en congé de maternité avant la naissance de son deuxième enfant. Stephen Timms est devenu suppléant au poste de Secrétaire d'État au Travail et aux Retraites du cabinet fantômepa.

## Membres du Cabinet fantôme
| Leader de la très loyale opposition de Sa Majesté Intérim Chef du Parti travailliste Leader adjoint du Parti travailliste Président du Parti travailliste | Harriet Harman                 |
| Chancelier de l'Échiquier du cabinet fantôme | Chris Leslie                   |
| Secrétaire d'État des Affaires étrangères du cabinet fantôme                                                                                              | Hilary Benn                    |
| Secrétaire d'État à l'Intérieur du cabinet fantôme | Yvette Cooper                  |
| Secrétaire d'État à la Justice du cabinet fantôme Lord Chancelier du cabinet fantôme                                                                      | Lord Falconer de Thoroton      |
| Whip en chef de la chambre des communes du cabinet fantôme                                                                                                | Rosie Winterton                |
| Secrétaire d'État à la Santé du cabinet fantôme | Andy Burnham                   |
| Secrétaire d'État de l'ombre au Commerce, à l'Innovation et au Savoir-faire                                                                               | Chuka Umunna                   |
| Secrétaire d'État au Travail et aux Retraites du cabinet fantôme                                                                                          | Rachel Reeves                  |
| Secrétaire d'État à l'Éducation du cabinet fantôme | Tristram Hunt                  |
| Secrétaire d'État à la Défense du cabinet fantôme | Vernon Coaker                  |
| Secrétaire d'État aux Communautés et au Gouvernement local du cabinet fantôme                                                                             | Emma Reynolds                  |
| Secrétaire d'État à l'Énergie et au Changement climatique du cabinet fantôme                                                                              | Caroline Flint                 |
| Leader fantôme de la Chambre des communes | Angela Eagle                   |
| Secrétaire d'État aux Transports du cabinet fantôme | Michael Dugher                 |
| Secrétaire d'État pour l'Irlande du Nord du cabinet fantôme                                                                                               | Ivan Lewis                     |
| Secrétaire d'État au Développement international du cabinet fantôme                                                                                       | Mary Creagh                    |
| Secrétaire d'État pour l'Écosse du cabinet fantôme | Ian Murray                     |
| Secrétaire d'État pour le Pays de Galles du cabinet fantôme                                                                                               | Owen Smith                     |
| Secrétaire d'État à l'Environnement, à l'Alimentation et aux Affaires rurales du cabinet fantôme                                                          | Maria Eagle                    |
| Ministre du Cabinet du cabinet fantôme | Lucy Powell                    |
| Ministre sans portefeuille du cabinet fantôme Vice-président du Parti travailliste                                                                        | Jon Trickett                   |
| Ministre pour les femmes et l'égalité du cabinet fantôme                                                                                                  | Gloria De Piero                |
| Secrétaire en chef du Trésor du cabinet fantôme | Shabana Mahmood                |
| Leader de l'opposition officielle à la chambre des Lords                                                                                                  | Janet Royall (jusqu'au 27 mai) |
| Leader de l'opposition officielle à la chambre des Lords                                                                                                  | Angela Smith (après le 27 mai) |
| Whip en chef de la chambre des lords du cabinet fantôme                                                                                                   | Steve Bassam                   |
| Secrétaire d'État au Numérique, à la Culture, aux Médias et aux Sports du cabinet fantôme                                                                 | Chris Bryant                   |
| Assiste également aux réunions du cabinet fantôme |                                |
| Ministre des soins et des personnes âgées du cabinet fantôme                                                                                              | Liz Kendall                    |
| Procureur général du cabinet fantôme | Lord Bach                      |